# ハッカーニ・ネットワーク
ハッカーニ・ネットワークは、アフガニスタンとパキスタンを拠点とする、ターリバーン内の派閥であるとされる。ターリバーン内の最強硬派として目されているが、指導者として名指しされているハッカーニは同組織の存在を否定している。
日本では報道される機会が少ないが、2018年に創始者が死亡した際にはハッカニグループとして報道された。

## 概要
1983年頃、アフガニスタン紛争 (1978年-1989年) を通じて武装抵抗活動をしたジャラールッディン・ハッカーニが、アフガニスタン南東部でパシュトゥーン人を中心に組織化。同紛争中、アメリカのCIAやパキスタンのISIといった情報機関から支援を受け、ムジャーヒディーンの派閥の一つとして成長していった。1992年に人民民主党政権が倒れると、ハッカーニは臨時政府で法務大臣に任命された。1996年にターリバーンが首都カーブルを制圧すると指導者のムハンマド・オマルに忠誠を誓い、ターリバーンに合流した。2001年にターリバーン政権が崩壊した後は、パキスタンの北ワズィーリスターン地区やアフガニスタン南東部で勢力を維持。アフガニスタンに駐留する外国勢力に対して活発なテロ活動を行った。また、アメリカ同時多発テロ事件以降、アルカイーダの指導者であったウサーマ・ビン＝ラーディンの逃亡を助けたともされる。
2021年8月30日、アメリカ軍が撤退してターリバーンが全土を再制圧。同年9月に組閣された暫定内閣ではハッカーニ・ネットワークから内相にスィーラジュッディーン・ハッカーニ、難民担当相にカリル・ウルラフマーン・ハッカーニが入閣した。ハッカーニ・ネットワークはターリバーンが復権した成果は、自グループの軍事行動によるものだとして政権内に大きな影響力を持つに至ったとされている。
2024年12月11日、ハッカーニ・ネットワークに所属するハリル・ハッカーニ難民相が、ISILによる爆発で死亡した。

## 名前の由来
ジャラルディンはパキスタンのデオバンド派学院ダルル・ウルーム・ハッカーニアでマウラウィー位のウラマー資格を得て、卒業後はジャラルディン・ハッカーニを名乗り、これが語源になったとされる。

## パキスタン・中国との関係
パキスタンに対しては、政府施設や軍への攻撃を行っておらず友好関係が保たれているとする見解がある。アメリカ合衆国は、パキスタン政府がハッカーニ・ネットワークを含む武装組織に資金援助を行っているとして批難している。しかし実際は、シラジュディン・ハッカーニとパキスタン・ターリバーン運動の最高指導者ハキームッラー・マフスードと密接な関係がある事が示されているように、ハッカー二・ネットワークはパキスタンに対して圧力をかける道具としてパキスタン・ターリバーン運動を利用しており、友好関係が保たれているとは言い難い。
2021年1月、アフガニスタン政府が首都カブールで武装した中国人集団を逮捕した。一説によると中国人集団は中華人民共和国国家安全部の工作員であり、東トルキスタンイスラム運動に対抗するためにハッカーニ・ネットワークと接触していたと噂されている。